# 熊本港
熊本港（くまもとこう、英語: Port of Kumamoto）は、熊本県熊本市西区新港にある港湾である。熊本都市圏の海の玄関口として機能しており、くまもと海の駅でもある。熊本県の中央部を貫いて有明海に流れこむ白川と緑川に挟まれた熊飽海岸の地先に、人工島形式により熊本都市圏と直結した物流港湾として整備されている。
港湾施設は全て人工島上にある。かつては有明海の浅瀬のために大型船は入港できなかったが、2013年（平成25年）には、国により岸壁と合わせた係留施設の総延長が240 mとなり、クルーズ客船などの大型船の着岸が可能になった。

## 歴史
- 1880年（明治13年） - 超軟弱地盤（層厚40 m）や大潮位差（4.5 m）など、港を建設するのに適していない立地から、港の建設が断念され、約40 km離れた宇土郡三角町（現在の宇城市三角町）に、1887年（明治20年）三角港が開港。
- 1971年（昭和46年） - 熊本新港建設調査チーム発足。
- 1974年（昭和49年） - 新規港湾計画、重要港湾の指定。
- 1975年（昭和50年） - 都市計画道路（熊本港線）計画決定。
- 1979年（昭和54年） - 熊本港大橋工事に着手。
- 1982年（昭和57年） - -3 m物揚場工事着工。
- 1986年（昭和61年） - 第1期埋立着手。
- 1987年（昭和62年） - 熊本港大橋、-3 m物揚場完成、港湾計画改訂（縮小）。
- 1992年（平成4年） - 第2期埋立免許、熊本港大橋・-3 m物揚場供用開始。
- 1993年（平成5年） - フェリー関連施設供用開始、熊本 - 島原間フェリー就航。
- 1995年（平成7年） - 熊本FAZ[4]計画承認、700トン級岸壁（水深-4.5 m）第1・2バース供用開始。
- 1996年（平成8年） - 熊本 - 茂木 - 長崎間の高速船就航。
- 1997年（平成9年） - 熊本 - 本渡間の高速旅客船就航。
- 1998年（平成10年） - 熊本 - 島原間の高速フェリー就航、2,000トン級岸壁（水深-5.5 m）第1・2バース供用開始。
- 1999年（平成11年） - コンテナ国際定期航路開設（釜山港間）、熊本港物流センター供用開始、2,000トン級岸壁（水深-5.5 m）第3バース供用開始、5,000トン級岸壁（水深-7.5 m）第1バース供用開始。
- 2000年（平成12年） - 港湾計画改訂（平成20年代前半目標）。
- 2001年（平成13年）4月1日 - 関税法上の開港指定。
- 2002年（平成14年） - 港湾計画の軽易な変更。
- 2003年（平成15年） - 港湾計画の軽易な変更、熊本港緑地供用開始、臨海用地第1期分譲開始、漁船船溜まり供用開始。
- 2004年（平成16年） - 指定保税地域の指定。
- 2006年（平成18年） - 臨海用地リース制度導入。
- 2009年（平成21年）3月31日  - 熊本フェリーの本渡への路線が、利用者減少や燃料費の大幅上昇で運航を続けることが困難になり、運航休止。
- 2012年（平成24年） - 静岡県の清水港で使われていた中古のガントリークレーンを購入。現地での塗装を終え、陸揚げされた。熊本港の外国貿易コンテナの取り扱いは、2010年までの5年間で、3,471 - 5,112 TEU（20フィート海上コンテナ換算）で推移[5]。
- 2012年（平成24年） - 熊本港と韓国・釜山港を結ぶ国際定期コンテナ船が、12月14日より週1便から週2便に増便[6]。
- 2013年（平成25年） - 国が岸壁からつながる長さ110 mの係留施設を整備し、8月末完成。岸壁と合わせた総延長が240 mとなり、大型クルーズ客船の着岸が可能となる[7]。
- 2013年（平成25年）9月27日 - 3万トン級の大型クルーズ客船が入港できるようになり、「にっぽん丸」（約2万2千トン、乗客定員最大524人）が、熊本港から境港に停泊し、出雲大社や島根ワイナリーなどを訪ねるクルーズツアーを開催[8][9]。
- 2013年（平成25年）10月18日  - 日本クルーズ客船の「ぱしふぃっくびいなす」（約2万6千トン、乗客定員最大696人）が、『秋の日本一周探訪クルーズ』として熊本港に初寄港し、日本一周クルーズを開催[10][11]。
- 2013年（平成25年）10月26日 - 「第33回全国豊かな海づくり大会～くまもと～」が開幕。大会式典などに臨席するため、天皇、皇后が14年ぶりに熊本県を訪問。熊本港で稚魚を地元の漁業後継者に手渡した[12][13]。
- 2014年（平成26年）5月26日 - 2013年の熊本港コンテナ取扱量（20フィート換算、空コンテナ含む）は、前年比39.5％増の7,022個で、過去最高となる。ガントリークレーンの整備や、釜山港との定期貨物航路が週2便に増便されたことなどが奏功し、大半を占める国際コンテナ量も31.7％増の6,626個と過去最高となった。内訳は、輸出（再利用資材、ゴム製品、金属くずなど）が13.2％増の2,136個（中国45.7％、韓国25.0％、アメリカ14.2％）、輸入（木製品、肥飼料、染料・塗料・合成樹脂・化学工業品）が、73.6％増の2,771個（中国42.3％、韓国27.4％、インドネシア8.9％）。取扱量は年々増加傾向にあり、熊本県のLIXIL有明工場やブリヂストン熊本工場、マルキン商事など、熊本港の大口利用企業10社への感謝状贈呈もあった[14]。

### 熊本地震

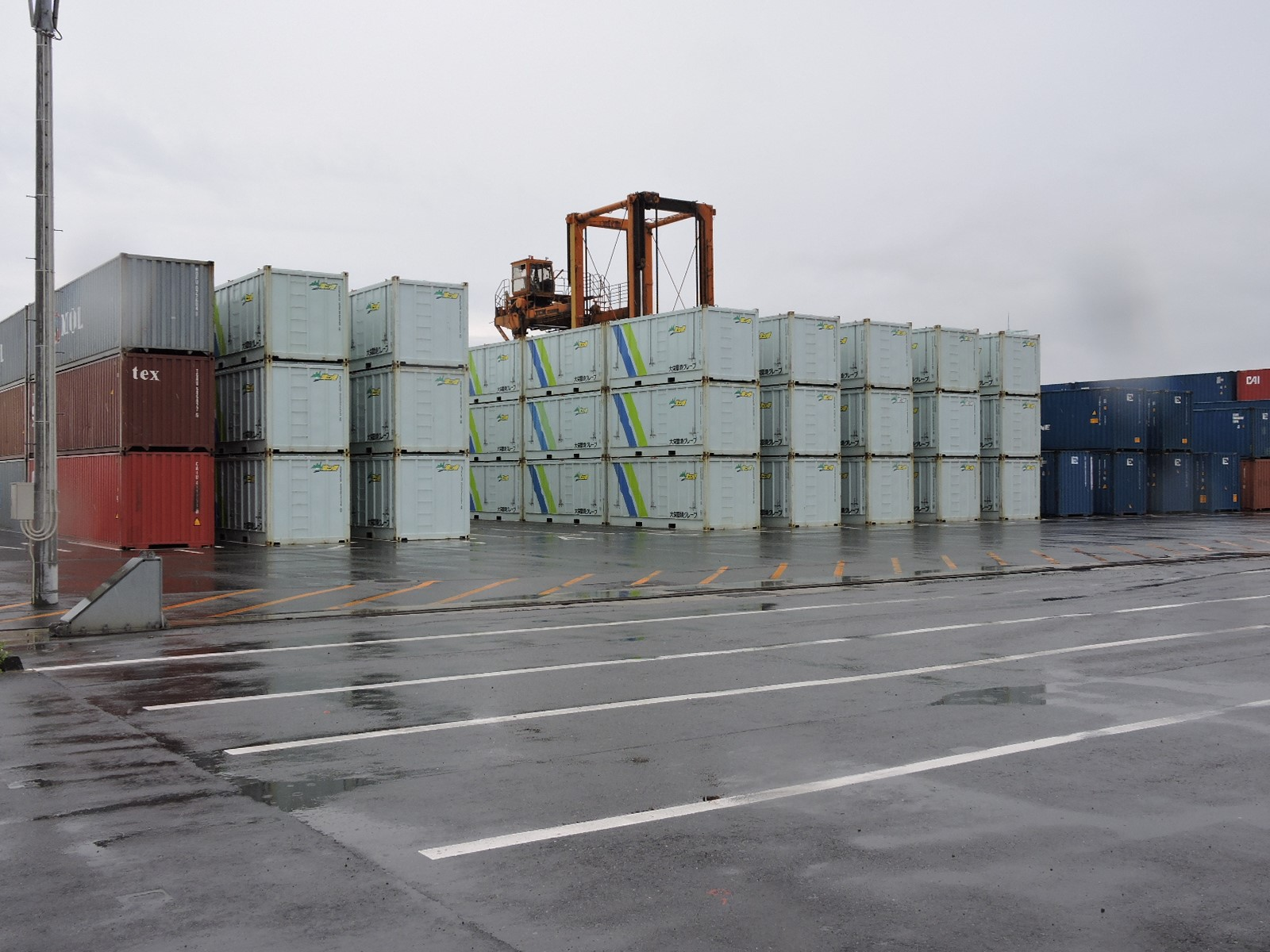
熊本港コンテナターミナルに積上げられた大量のハード・トップ・コンテナ群（三段積みの薄い水色コンテナ）

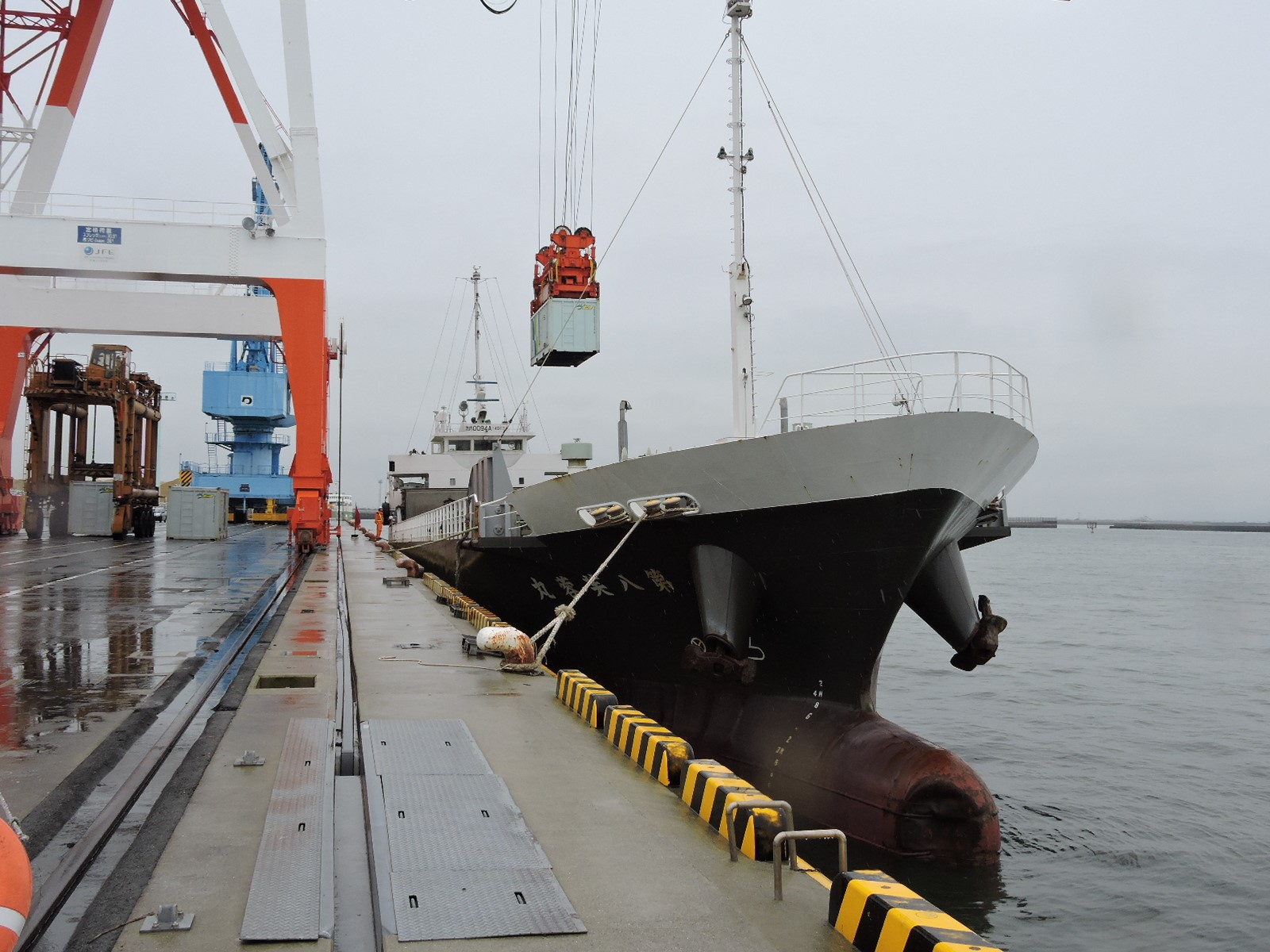
熊本地震による廃棄物を熊本港にて専用のコンテナに詰め込み荷役を行う風景

平成28年熊本地震により発生した大量の災害廃棄物を県外の廃棄物処理施設において広域処理するため、東日本大震災で初めて登場し、輸送終了後に待機状態となっていた大栄環境所有のハードトップコンテナを再利用して輸送することとなった。2016年（平成28年）6月より熊本市内の仮置場において詰め込まれた災害廃棄物を、井本商運株式会社が熊本港から三重県の廃棄物処理施設に向けて大阪港まで海上輸送し、大阪港からは陸路で輸送された。

## 港湾の概要
- 港格 - 重要港湾【1974年（昭和49年）4月23日指定】
- 所在地 - 熊本県熊本市西区新港
- 港湾管理者 - 熊本県
- 港湾区域 - 面積 約1,933 ha
- 認可 - 1973年（昭和48年）12月14日
- 臨港地区 - 面積 約52.19 ha（商港区他）
- 指定 - 2003年（平成15年）4月9日
- 港則法 - 適用港 1994年（平成6年）10月20日
- 関税法 - 開港 2001年（平成13年）4月1日

## 主な港湾施設

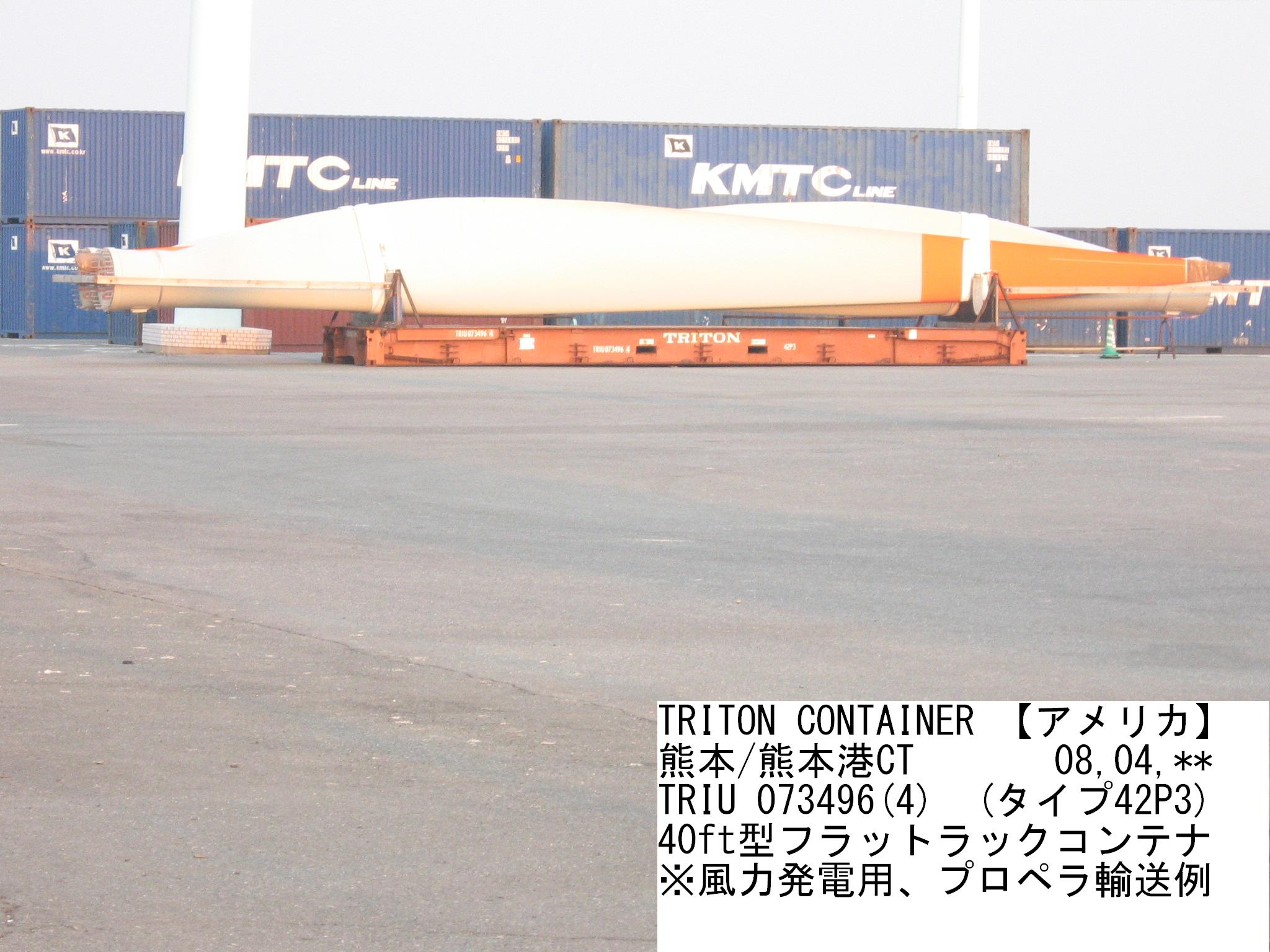
トライトン社が所有する、40 ft型フラットラック・コンテナに積載された風力発電用、プロペラ。
撮影当時は、全国的に風力発電が登場し始めた初期になる。
（熊本港第3バースにて2008年4月4日撮影）

- -7.5 m岸壁：1バース（5,000 t級）
- -5.5 m岸壁：3バース（2,000 t級）
- -4.5 m岸壁：2バース（700 t級）
- フェリー施設：-5.0 m岸壁＝2バース、可動橋＝2基、人道橋＝2基、旅客待合所＝2棟
- 旅客船施設：-3.0 m浮桟橋（40 m×2）
- 荷さばき地：74,940 ha
- 公共上屋：2棟4,245 ha（くん蒸270を含む）
- 海上コンテナ施設：ジブクレーン、ガントリークレーン、ストラドルキャリア

## 航路
- フェリー
  - 熊本港 - 島原港航路 10便 / 日（九商フェリー）
  - 熊本港 - 島原港航路（高速フェリー）6便 / 日（熊本フェリー）
- 国際定期コンテナ船
  - 熊本港 - 釜山港航路 2便 / 週（運航：高麗海運、代理店・三角海運）月・金曜日運航[15]
  - 運航スケジュール：熊本港→八代港→長崎港→釜山港→広島港→熊本港→伊万里港→釜山港→熊本港[16]

## 利用状況
- フェリー・旅客船利用者数：950,106人（2012年・平成24年）[17]
- 自動車航送：274,582台（2012年・平成24年）[18]
- 海上出入貨物総計：3,860,220 t（2012年・平成24年）[18]
- 入港船舶：6,151隻（2012年・平成24年）[18]
- 総トン数：6,728,128 t（2012年・平成24年）[18]

## イベント
- 干潟フェスタ：毎年5 - 6月の大潮に近い日に行われる。熊本大学を中心に、干潟フェスタ実行委員会、熊本大学拠点研究、国土交通省九州地方整備局、熊本県、熊本市、NPOなどの共催で毎年開催している[19][20]。
- 熊本港フェスティバル：毎年、海の日（7月の第3月曜日）前後に行われる[21]。
- 熊本港みなとまつり - 熊本港親水緑地広場[22]

## アクセス
- バス
  - 九州産交バス：熊本港シャトルバス、一般路線バス（S3-2系統・熊本港行き）
    - 熊本桜町バスターミナル・3番のりば[23]
    - JR熊本駅・熊本駅前2番のりば[23]
- 車
  - 熊本県道51号熊本港線

## ギャラリー
- フェリーターミナル
- 広大な埋め立て地
- 島原港に向かう「オーシャンアロー」から見た熊本港（2004年9月）